# Гимнасий
Гимна́сий (др.-греч. γυμνάσιον — «гимназия», от γυμνός — «голый, обнажённый, раздетый»; γυμνασία — «упражнение, практическое учение, практика») — воспитательно-образовательное учреждение в Древней Греции. В гимнасии сочетались элементы общеобразовательного курса (обучение чтению и письму) с интенсивным курсом физической подготовки (гимнастики).
Первоначально гимнасий представлял собой простую квадратную площадку для физических упражнений, обсаженную двумя рядами тополей (сообщение Павсания). Передняя часть более позднего гимнасия — палестра — обширная площадка для физических упражнений. Далее строился комплекс помещений или зданий с эфебейоном для юношей, конистерионом, корикейоном, элеотесионом и другими специальными помещениями.
С течением времени изменялась функция гимнасия. Постепенно добавились элементы школьного обучения. Претерпевала преображение и сама организация территории гимнасия, где вместо рядов деревьев стали устраивать портики и обстраивать их помещениями различного назначения (банями, раздевалками). Среди помещений выделялась своими размерами экседра — помещение, открытое во двор, где проходило обучение чтению и письму. Неизменными оставались физические упражнения на открытом воздухе в обнажённом виде (в отличие от «варваров», стеснявшихся наготы и не исповедовавших культа физической подготовки), что было принципиально для воспитания в молодёжи «греческого духа», провозглашавшего необходимость эмоционально-физического общения между мужчинами как одной из основных ценностей древнегреческого общества.
Согласно боспорским данным, на что указывает доктор исторических наук М. В. Скржинская, в гимнасии тренировались и зачастую побеждали на соревнованиях мужчины 25—30 лет, а некоторым это удавалось даже после 40 лет.

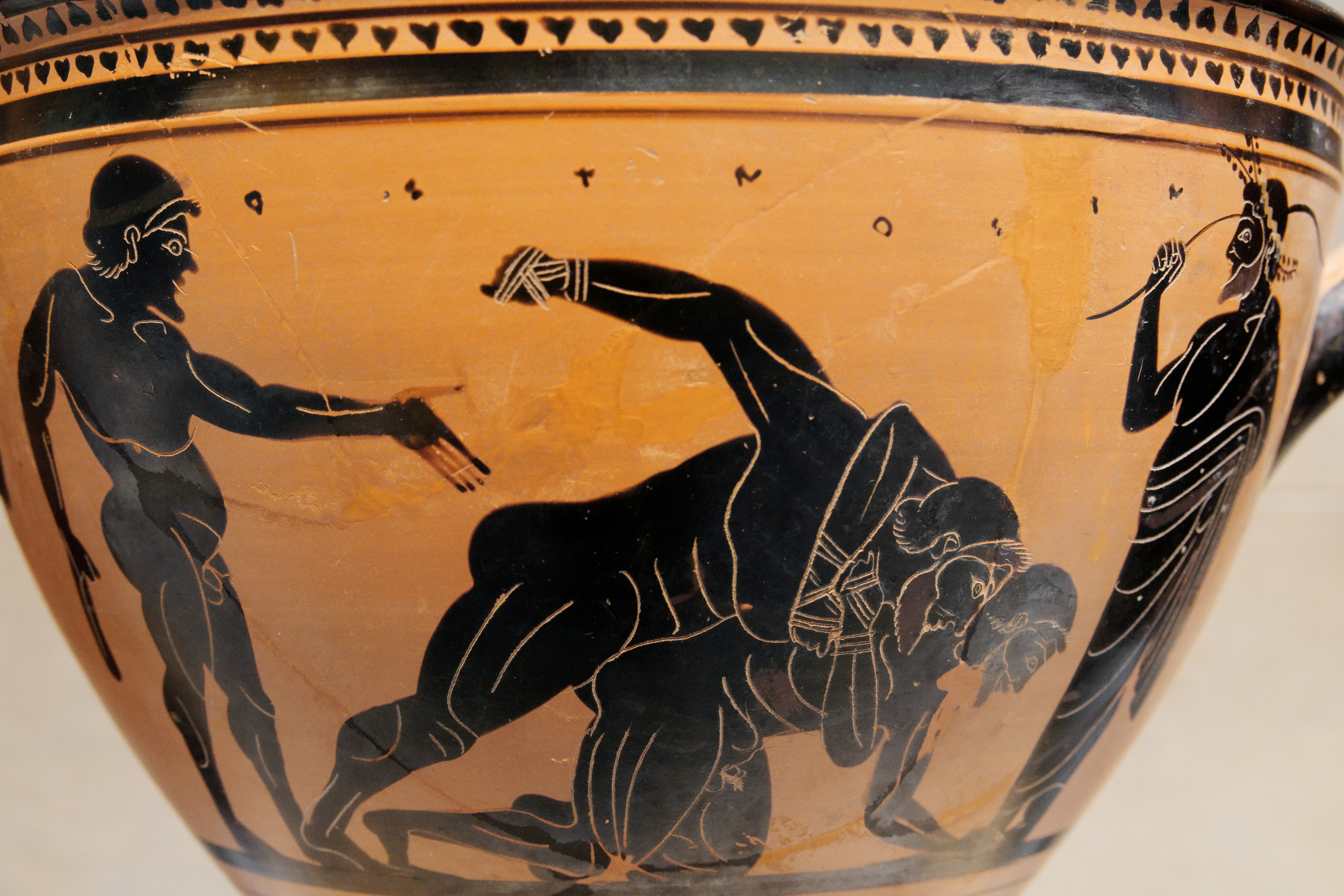
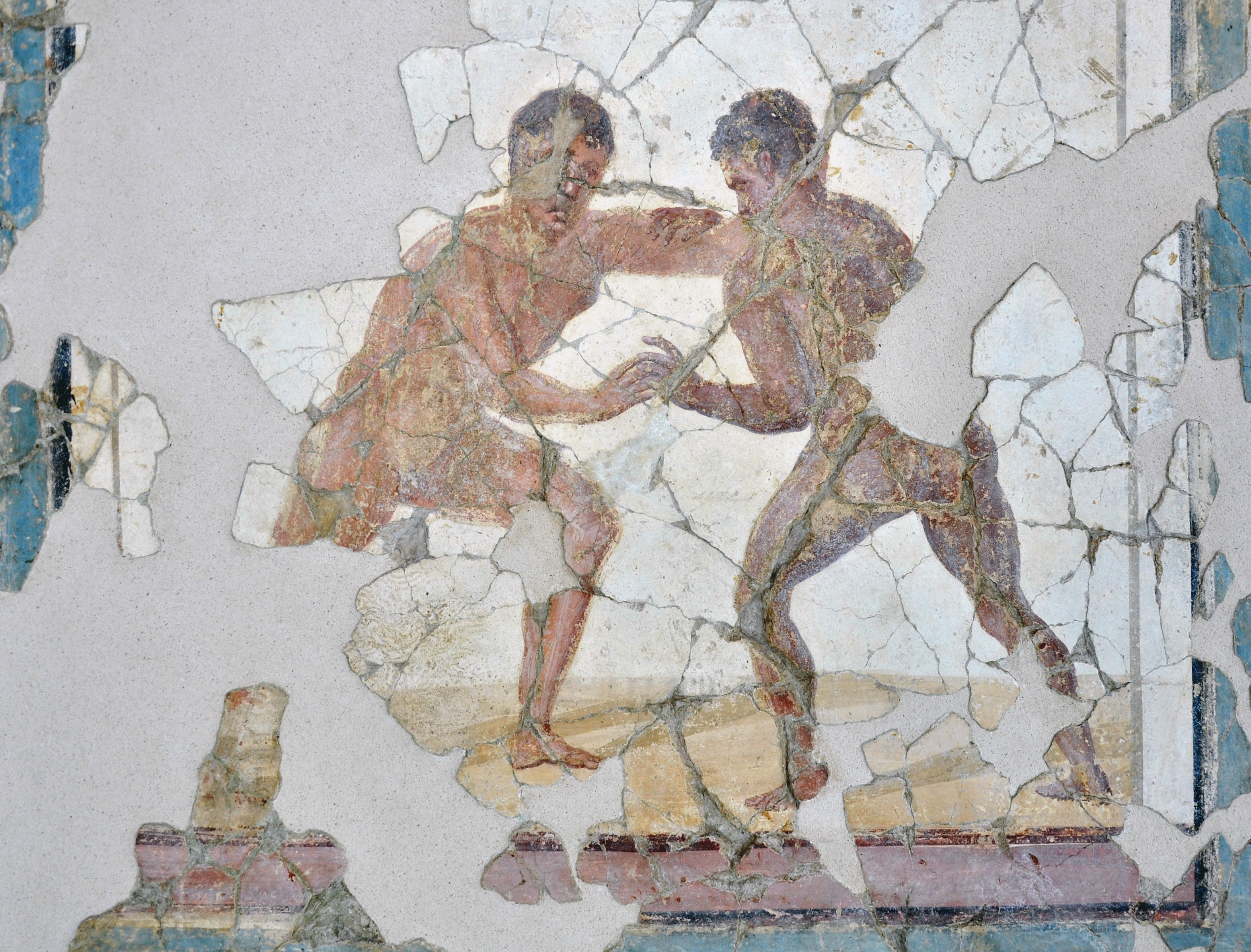
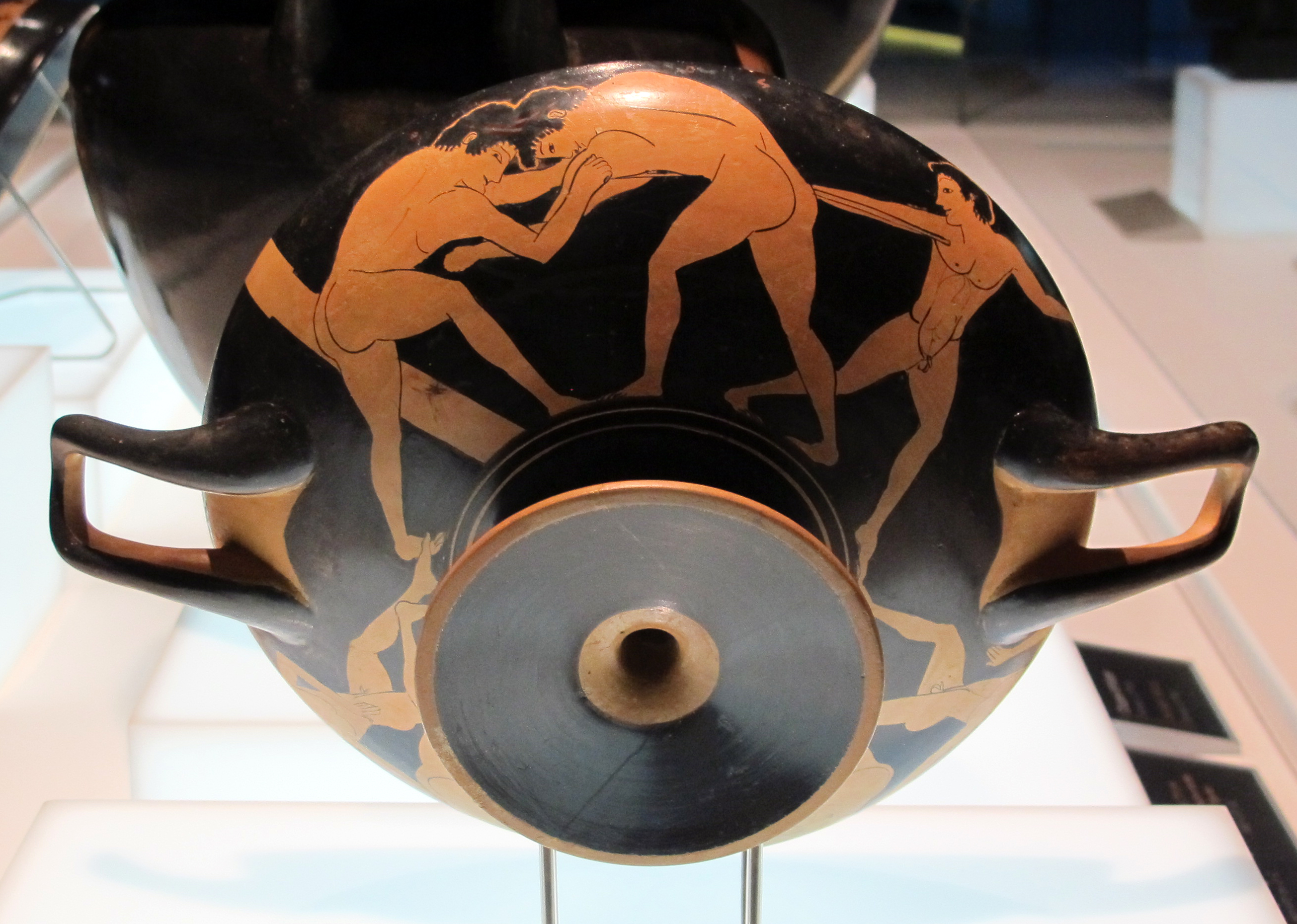
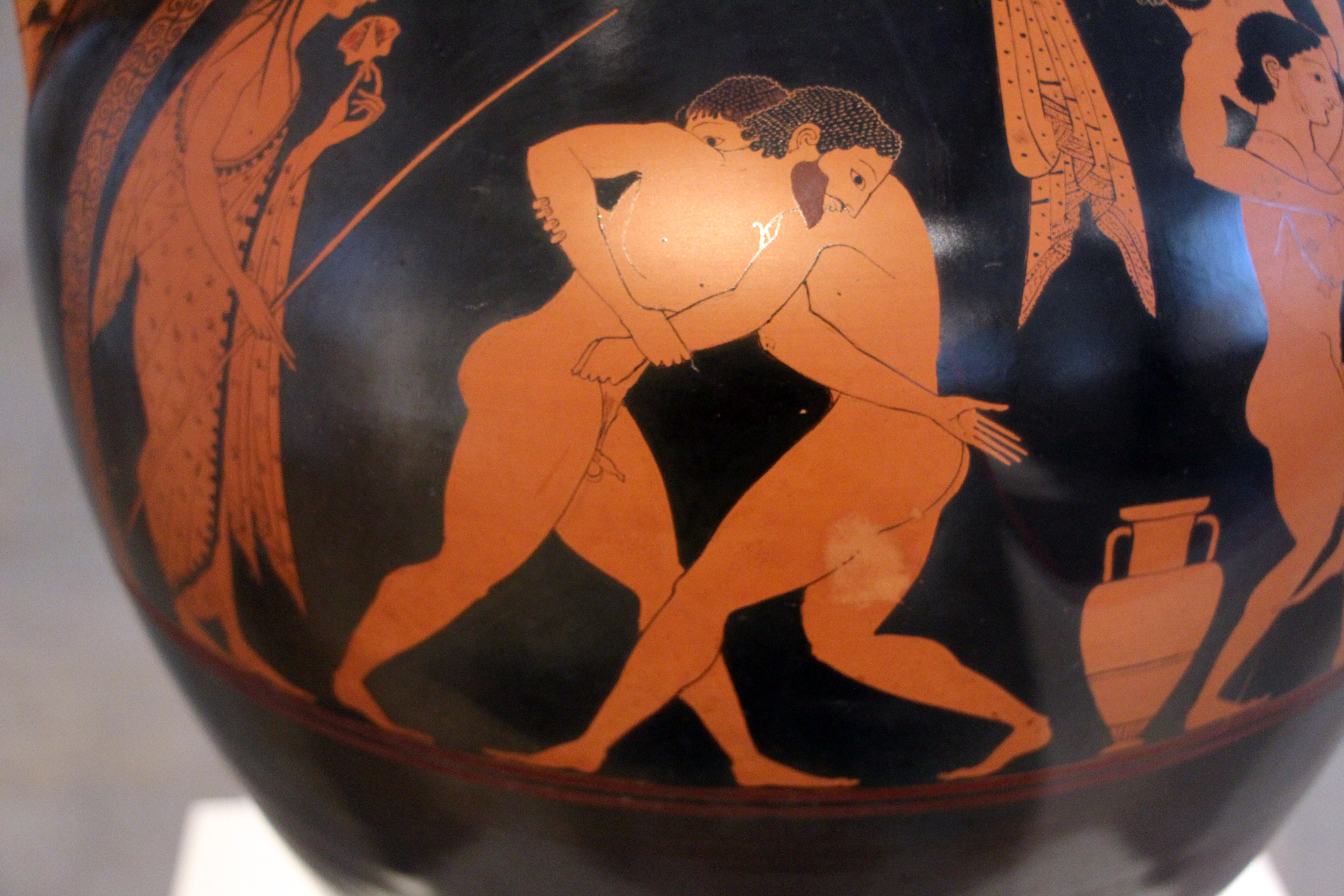
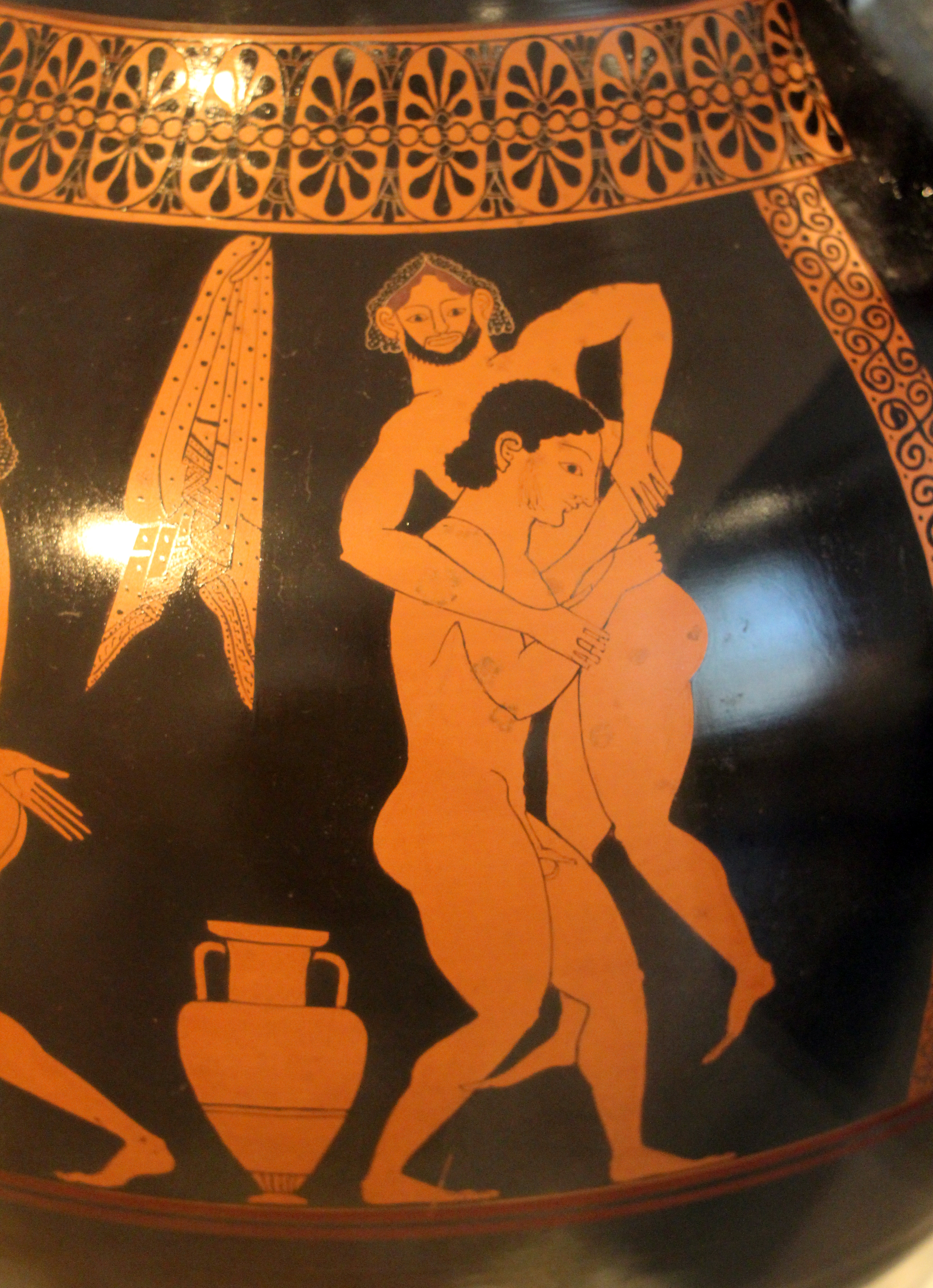